# М3 Ли
М3 Ли (енгл. M3 Lee) је био амерички средњи тенк који се користио у Другом светском рату,

## Развој
Исправна одлука америчке војне администрације из 1939. како је М2 тенк незадовољавајући за будуће војне потребе резултовала је настанком тенка М3 Ли и М3/М5 Стјуарт. Дизајнерска основа за тенк М3 Ли је био француски Шар Б од којег узима за данашње доба необичну идеју о уграђена два топа.
Током кратког животног века који завршава већ у другој години производње (1943) направљено је нешто више од 6000 његових примерака.

## Опрема
Основно наоружање овог тенка су чинила два топа од којих је један био уграђен у куполу, а други у телу тенка. У куполи се налазио топ М5 калибра 37 mm, док је у телу тенка са предње десне стране била уграђена хаубица М2 или М3, калибра 75 mm. Основна идеја је била да топ од 37 mm служи за борбу против тенкова, а хаубица за борбу против пешадије. Међутим, током борбених дејстава топ у куполи се показао као преслаб да би пробио оклоп непријатељских тенкова, због чега је за противоклопну борбу коришћена хаубица, а топ у куполи је коришћен за дејство против меких циљева и пешадије.

## Оперативна историја
Прво своје ватрено крштење М3 доживљава у мају 1942. године током северно афричке битке код Газале. Иако је тенк имао задовољавајуће наоружање за борбу с немачким тенковима Панцер III и Панцер IV он је постао неуспех услед непремостивих конструкцијских грешака. Његов проивтенковски топ је био ефикаснан само током пуцања док тенк стоји на месту што је задовољавајуће за одбрамбене борбе, али не и офанзиве које тада савезници воде. С друге стране за одбрану он није био добар због високе куполе која му открива положај. Најискренију оцену квалитета овог тенка су дали војници Црвене армије који су га због његових недостатака назвали „мртвачким ковчегом за седморо браће/другова“. Након само годину дана на бојишту М3 Ли је повучен из Европе и Пацифика тако да се до краја рата користио још само у Бурми.

## Варијанте
Како је овај тенк имао квалитетан дизајн свог доњег дела он је искоришћен за производњу различитих будућих америчких оклопних возила. Прва верзија је била она коју су Британци тражили ради снижавања висине тенка, тако да они службено током целог рата нису користили М3 Ли него његову верзију М3 Грант.
Пример Немачке која је својим застарелим тенковима скидала куполу и на њено место постављала противтенковски или обични противпешадијски топ резултовала је настанком америчког оклопног моторизованог топа имена М7 Прист. За његов настанак је послужило скидање куполе од М3 Ли на чије место је постављена хаубица од 105 mm. Последња и најпопуларнија конверзија овог тенка је био М4 Шерман који га наслеђује на светским ратиштима.

## Корисници
- САД
- Аустралија
- Бразил
- Британска Индија
- Канада
- Нови Зеланд
- Совјетски Савез
- Уједињено Краљевство
- Индонезија
- Филипини